# YO-51 蜻蜓聯絡機
YO-51 蜻蜓聯絡機（英語：Dragonfly)是一款由雷恩航空公司為美國陸軍航空兵團設計和的觀察機。它是一款單引擎傘翼單翼飛機，專為最佳短距起降能力而設計。儘管三架原型機在測試性能非常優秀，但由於O-49更優秀的性能，因此該機並未被採納。

## 發展

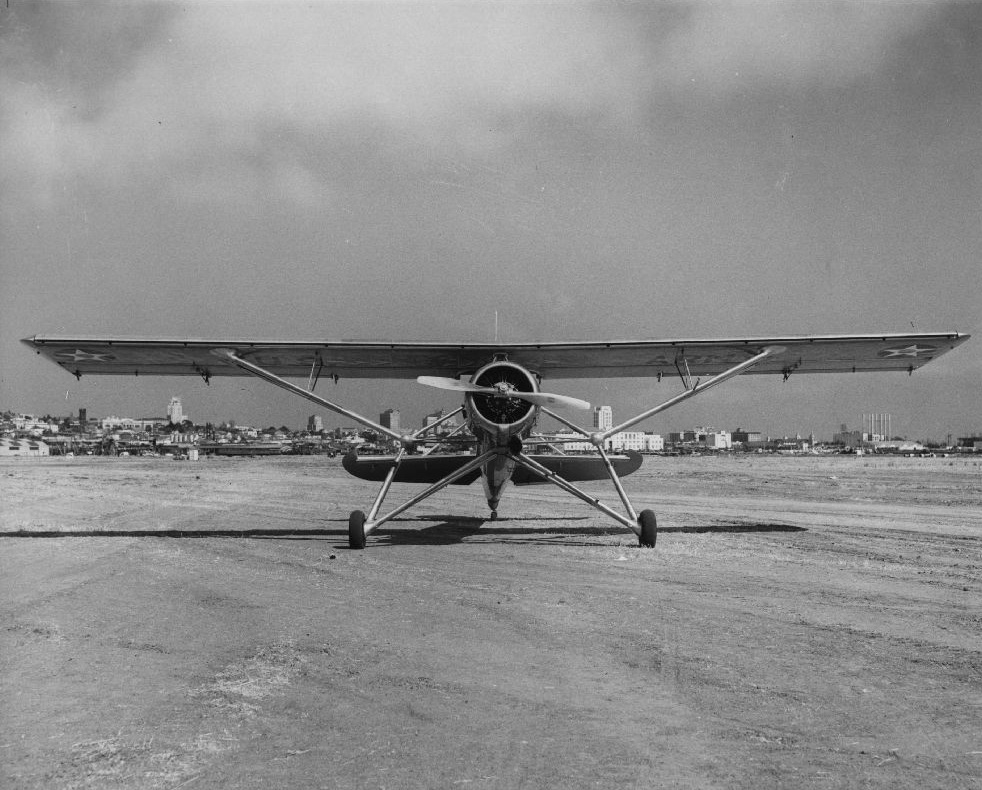
YO-51

YO-51 蜻蜓採用同類飛機的典型設計，並針對觀察和聯絡功能進行優化，使其能在各種場地起落。ref>Penfield 1941, p.31.</ref>蜻蜓是一款高翼支撐遮陽傘單翼飛機，配有固定尾輪起落架、兩座開放式駕駛艙、全跨度插槽和用於短距起降能力的福勒襟翼。
YO-51在沒有襟翼的情況下可以在400feet距離內起飛，而在全襟翼的情況下，起飛距離僅為75feet。蜻蜓能夠以低至30miles(48 km/h)的速度保持水平飛行， 並據稱能夠在比飛機本身長度更短的距離內著陸。
該機綽號「飛行摩托車」(英語：flying motorcycle)，美國陸軍航空兵團購買了三架YO-51並與O-49和O-50一起評估。YO-51是評估的三款中最重的。
儘管蜻蜓在俄亥俄州賴特機場進行的飛行測試表現亮眼，但O-49最終贏得合約，而O-51也就此被放棄了。

## 外部連結
- O-51 Dragonfly （页面存档备份，存于） at Dave's Warbirds